# Xanthippos (Athen)
Xanthippos (altgriechisch Ξάνθιππος Xánthippos), Sohn des Ariphron, war ein Politiker und Feldherr im antiken Athen. Er stammte aus dem vornehmen Geschlecht der Buzygen. Seine genauen Lebensdaten sind unbekannt. Er dürfte etwa um 520 v. Chr. geboren worden sein und starb zu einem unbekannten Zeitpunkt nach 479 v. Chr. (Debra Nails gibt ein Sterbedatum um 470 v. Chr. an).
Xanthippos war verheiratet mit Agariste aus dem Geschlecht der Alkmaioniden. Kurz vor der Geburt ihres ersten Kindes (um 490 v. Chr.) soll Agariste – wie Plutarch berichtet – geträumt haben, sie brächte einen Löwen zur Welt. Wenige Tage später gebar sie einen Sohn, dem Xanthippos den Namen „Perikles“ gab und der später Athens berühmtester Staatsmann wurde.
Xanthippos begann seine politische Laufbahn kurz danach im Jahr 489 v. Chr. als Ankläger des Feldherrn Miltiades, der in Athen für die Niederlage beim Feldzug gegen Paros verantwortlich gemacht wurde und für den er die Todesstrafe verlangte. Xanthippos gewann den Prozess, das Urteil wurde allerdings in eine hohe Geldstrafe umgewandelt. (Die außergewöhnlich hohe Strafe konnte erst Kimon, der Sohn des Miltiades, Jahre später bezahlen, nachdem der verurteilte Miltiades noch im Gefängnis verstorben war.)
484 v. Chr. wurde Xanthippos (wahrscheinlich wegen seiner Opposition gegen die Politik des Themistokles und dessen Flottenpläne) durch ein Scherbengericht (Ostrakismos) aus Athen verbannt. Als Athen wegen des bevorstehenden Angriffs der persischen Großkönigs Xerxes I. auf Griechenland eine allgemeine Amnestie verkündete, konnte Xanthippos vorzeitig in seine Vaterstadt zurückkehren und nahm an der Seeschlacht von Salamis 480 v. Chr. teil. Der anschließende politische Umschwung machte es möglich, dass an Stelle des Themistokles dessen Kritiker Aristeides und Xanthippos in das neue Strategenkollegium für das Jahr 480/479 v. Chr. gewählt wurden. Unter dem Oberbefehl des spartanischen Königs Leutychidas übernahm Xanthippos nun selbst ein Kommando als Flottenbefehlshaber.
Nach ihrem epochemachenden Sieg über die persische Flotte bei Salamis errang die vereinigte griechische Flotte bei Mykale (einem Vorgebirge an der ionischen Küste) einen glänzenden Sieg auch über die restliche persische Flotte. Danach segelte sie zum Hellespont, um die dort von Xerxes errichtete Brücke zu zerstören. Als die Spartaner sahen, dass die Brücke bereits abgebrochen war, kehrten sie mit ihren Schiffen in die heimischen Gewässer zurück. Xanthippos beschloss jedoch, mit der athenischen Flotte einen Angriff auf die noch von Persern besetzte thrakische Halbinsel Chersones zu unternehmen und belagerte dort den Zufluchtsort des persischen Statthalters Artayktes in der Festung Sestos, die er erst nach längerer Belagerung einnehmen konnte. Artayktes konnte zwar kurz vor der Übergabe der Stadt von dort mit einigen Getreuen zunächst fliehen, Xanthippos ließ ihn jedoch verfolgen und wieder einfangen. Da Artayktes in Elaios das Kultheiligtum des griechischen Helden Protesilaos geplündert und geschändet hatte, kam Xanthippos den Forderungen der Einwohner von Elaios nach und ließ Artayktes und seinen Sohn hinrichten.
Wie der Schriftsteller Pausanias berichtet, wurde von den Athenern zu Ehren des Xanthippos und seiner Beteiligung am Sieg von Mykale auf der Akropolis eine Statue errichtet. Die Statue, die nicht erhalten geblieben ist, stand bei den Propyläen und in der Nähe der Athena Lemnia direkt neben der Statue des Dichters Anakreon von Teos, mit dem Xanthippos befreundet gewesen sein soll.